# Víctor Vegas
Víctor Vegas es un novelista, cuentista y dramaturgo nacido en Barquisimeto, Venezuela, en 1967. En la actualidad reside en Madrid.

## Biografía
Estudió Ingeniería en Informática en la Universidad Centroccidental Lisandro Alvarado de Barquisimeto, ciudad donde se graduó y empezó a trabajar en 1992.
A mediados de la década de los ochenta fundó y dirigió una agrupación de teatro con la que llevaría a escena sus primeras obras e incluso realizaría montajes de otras piezas de reconocidos autores venezolanos como José Ignacio Cabrujas y César Rengifo.
A finales de los ochenta y principios de los noventa publicó relatos cortos en periódicos y revistas literarias.
Entre 1992 y 2002 se dedicaría de forma exclusiva a su carrera profesional. Durante este período trabajó en el sector privado, cambió su residencia a la ciudad de Caracas y cosechó éxitos en el área de IT (tecnología de la información por sus siglas en inglés). Sus aciertos en esta área le valdrían la atención de importantes publicaciones especializadas como Byte, P&M y IT Manager. En abril de 1999 fue seleccionado entre los 25 IT Managers del año por la revista IT Manager de Venezuela.
Sin embargo, pese a sus éxitos profesionales, en 2003 decidió abandonar definitivamente la informática y retomar su carrera literaria.
Poco después retornaría a los escenarios al colaborar con el Teatro San Martín de Caracas que dirige Gustavo Ott. Su pieza Mientras amanece se estrenó en la sala principal de este teatro el 24 de agosto de 2007 y, siete meses más tarde, el 29 de marzo de 2008, le tocaría el turno a Cuando seamos grandes, primer premio en el IX Certamen de Dramaturgia Infantil de la Universidad Central de Venezuela.
Como narrador ha obtenido numerosos premios —entre ellos el Premio Municipal de Literatura 2007, que entrega la ciudad de Caracas, por su libro de relatos Mensajes en la pared— y sus relatos han aparecido en diversas antologías de España y Venezuela. Asimismo sus piezas teatrales, además de galardonadas, han sido traducidas al inglés, italiano, griego y gallego y producidas, con buena acogida de público y crítica, en países como Argentina, Chile, Colombia, Costa Rica, Ecuador, EE. UU., España, Italia, Guatemala, México, Perú, Uruguay y Venezuela.

## Obra narrativa
- 1991. Infortunio de los objetos (microrrelatos). Universidad Centroccidental Lisandro Alvarado, Barquisimeto.
- 2006. Mensajes en la pared (relato). Instituto de Cultura del Estado Portuguesa, Guanare.
- 2006. Mensajes en la pared (colección de relatos). Monte Ávila Editores, Caracas.
- 2015. La edad del rock and roll (novela). Ediciones Carena, Barcelona.
- 2018. La naturaleza de las cosas (colección de relatos). Ediciones Carena, Barcelona.
- 2019. Me llaman Big (novela). Ediciones Huso, Madrid.

## Obra de teatro
- 1986. Limpiabotas.
- 1987. El reencuentro.
- 1988. Cuando seamos grandes. (Fondo Editorial Pío Tamayo. Barquisimeto, 2006).
- 1989. Pieza para dos actores. (Ayuntamiento de Torreperogil. Jaén, 2005).
- 1991. La cigüeña.
- 2003. El evangelio según Judas.
- 2006. Mientras amanece.
- 2007. Ladridos express.
- 2007. Montaña rusa.
- 2007. Narices rojas.
- 2007. Camarada Stalin.
- 2008. Mallow debe morir.
- 2009. Padres & hijos.
- 2010. Lo que hace felices a las mujeres.
- 2012. Infinito.
- 2013. Efectos secundarios.
- 2013. Mejor que el sexo.
- 2014. Una sensación vital. (AAT/Ediciones Antígona. Madrid, 2016).

## Antologías
- 2004. IV Premio Nacional de Cuentos SACVEN. Editorial Memorias de Altagracia. Caracas, Venezuela.
- 2004. Narrativa Breu. Diversos autors. Ajuntament de Constantí. Tarragona, España.
- 2005. VII Certamen de Textos Teatrales de Torreperogil. Ayuntamiento de Torreperogil. Jaén, España.
- 2007. Tatuajes de ciudad. Sociedad de Autores y Compositores de Venezuela. Caracas, Venezuela.
- 2008. Quince que cuentan: II Semana de la Nueva Narrativa Urbana. Pen Club Venezuela y Editorial Fundación para la Cultura Urbana. Caracas, Venezuela.
- 2009. Cuentos para sonreír. Editorial Hipálage. Sevilla, España.
- 2010. Mínima expresión. Una muestra de la minificción venezolana. Editorial Fundación para la Cultura Urbana. Caracas, Venezuela.
- 2010. Santurtzi, una década de relatos por la igualdad: 1999-2009. Ayuntamiento de Santurtzi. Vizcaya, España.
- 2016. II Concurs de Microrelats de Godella. 50 Obres seleccionades. Ajuntament de Godella. Valencia, España.
- 2016. El tamaño no importa (VI). Textos breves de aquí y de ahora. Teatro juvenil. AAT/Ediciones Antígona. Madrid, España.
- 2017. Rulfo. Cien años después. Veintitrés narradores lo celebran. Ediciones Huso. Madrid, España.

## Opinión de la crítica
“Los relatos de este libro son un buen ejemplo de cómo se puede seguir haciendo buena literatura al margen de las modas, con un sentido certero del mundo que vivimos y una elegancia propia de los autores consagrados, lo que nos brinda la sensación de novedad y frescura aunque sea la misma buena literatura de siempre”. The Barcelona Review sobre Mensajes en la pared.
"Pieza para dos actores es una puesta original que privilegia un juego escénico donde todo puede ser posible. Los personajes se desdoblan en el límite entre lo real y lo ficticio. Pueden contar la historia de dos mellizos y su tensión amor odio, o la de dos actores que compiten para poner todas sus energías al servicio del espectador". Diario El Observador, Montevideo, sobre Pieza para dos actores.
“Pocas obras teatrales nos aproximan a esa dualidad que viven los actores al representar a sus personajes sin dejar de ser ellos mismos. De ahí nuestro interés por Cuernos de la misma cabra, pieza que recupera esa determinante relación directa entre el pensar y el hacer de sus protagonistas, para vivir el enfrentamiento crítico que Antonin Artaud llamó metafísica en acción, tratando de recuperar para el arte teatral el pensamiento, del que se ha pretendido desterrar la dimensión estética”. Sitio web de la revista Siempre!, Ciudad de México, sobre Pieza para dos actores.
"Mientras amanece es una adaptación de la obra de Víctor Vegas que habla de la violencia indetenible en una sociedad aletargada, la ecuación perfecta para que la discriminación y la negación del otro se repita y genere sin parar". Sitio web El Búho, Arequipa, sobre Mientras amanece.
“En La edad del rock and roll, Víctor Vegas va componiendo un rompecabezas, pero dando a cada pieza un sentido, un mundo propio, de manera que a la hora de ir encajándolas nos proporciona una cosmovisión del conjunto: la del rock, la de la literatura, la de la pasión, a veces extrema, y los costes que esa pasión, por la plenitud, puede representar”. Irreverentes.org sobre La edad del rock and roll.
“Omar Morán Reyes ha apostado, con su dirección, por una puesta en escena inquietante y oscura, alejada de las puestas en escenas anteriores, de otros directores, que han utilizado un tono de comedia general como línea argumental de esta Pieza para dos actores. Además, ha optado por sustentar la fuerza de la propuesta en un trabajo actoral medido, en un constante tira y afloja de un texto y un ritmo, envueltos de una sosegada ansiedad vital”. Revista digital A golpe de efecto, Madrid, sobre Pieza para dos actores.
“La edad del rock and roll es también una referencia a la pérdida expresada en los objetos y recuerdos, y un cante a los momentos concretos en que dejamos de ser inocentes (y niños) para ser considerados unos adultos. La época de cambios que atraviesan los personajes es el caldo de cultivo de esta novela que supura ternura y mucha nostalgia”. Sitio web Lecturafilia sobre La edad del rock and roll.